# 2001년 대한민국 슈퍼컵
대한민국 슈퍼컵 2001은 대한민국 슈퍼컵의 3번째 대회이다. 안양 LG 치타스가 K리그의 우승 팀 자격으로, 전북 현대 모터스가 FA컵의 우승 팀 자격으로 대회에 참가했다. 안양 LG 치타스가 전북 현대 모터스를 2-1로 꺾고 첫 번째 우승을 기록했다.

## 경기
| 팀 1           | 결과 | 팀 2             |
| -------------- | ---- | ---------------- |
| 안양 LG 치타스 | 2-1  | 전북 현대 모터스 |

| 안양 LG 치타스            | 2 : 1 | 전북 현대 모터스 |
| ------------------------- | ----- | ---------------- |
| 왕정현 26′ · 안드레 90+1′ |       | 최진철 11′       |